# Chaux-lès-Passavant
Chaux-lès-Passavant är en kommun i departementet Doubs i regionen Bourgogne-Franche-Comté i östra Frankrike. Kommunen ligger i kantonen Vercel-Villedieu-le-Camp som tillhör arrondissementet Pontarlier. År 2022 hade Chaux-lès-Passavant 121 invånare.

## Befolkningsutveckling
Antalet invånare i kommunen Chaux-lès-Passavant
Referens:INSEE